# Ganesha Mukti
Ganesha Mukti is een bestuurslaag in het regentschap Banyuasin van de provincie Zuid-Sumatra, Indonesië. Ganesha Mukti telt 1546 inwoners (volkstelling 2010).